# Oktober 2012
Portal Geschichte | Portal Biografien | Aktuelle Ereignisse | Jahreskalender | Tagesartikel

◄ |
20. Jahrhundert |
21. Jahrhundert

◄ |
1980er |
1990er |
2000er |
2010er
| 2020er | 2030er | 2040er

◄ |
2008 |
2009 |
2010 |
2011 |
2012
| 2013 | 2014 | 2015 | 2016 | ►

◄ |
Juli 2012 |
August 2012 |
September 2012 |
Oktober 2012 |
November 2012 |
Dezember 2012 |
Januar 2013 |
►
Dieser Artikel behandelt tagesbezogene Nachrichten und Ereignisse im Oktober 2012.

## Tagesgeschehen

### Montag, 1. Oktober 2012
- Budapest/Ungarn: Das Kabinett Orbán einigt sich auf ein Verbot für die Aufstellung und den Betrieb von Spielautomaten. Über die Gesetzesvorlage soll am 2. Oktober das Parlament abstimmen.[1]
- Stuttgart/Deutschland: Die Staatsanwaltschaft Stuttgart stellt das Ermittlungsverfahren zum SS-Massaker im toskanischen Bergdorf Sant’Anna di Stazzema 1944 ein. Sie kann den Beschuldigten keine individuelle Schuld im Zusammenhang mit den Hinrichtungen nachweisen.[2]
- Tiflis/Georgien: Parlamentswahlen[3]

### Dienstag, 2. Oktober 2012

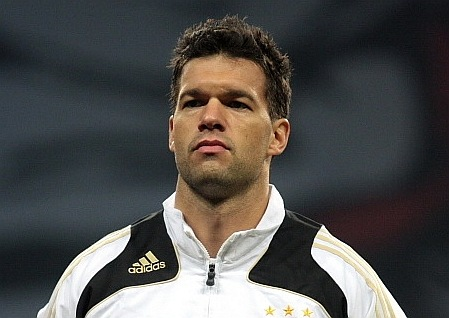
Michael Ballack (2009)

- Abuja/Nigeria: Bei Überflutungen werden 148 Menschen getötet und 64.000 obdachlos.[4]
- Karlsruhe/Deutschland: Das Bundesverfassungsgericht urteilt zum Internetfernsehen in einem Grundsatzurteil, dass auch internetfähige Computer der GEZ-Gebührenpflicht unterliegen.[5][6]
- Köln/Deutschland: 14. Verleihung des Deutschen Fernsehpreises
- Kowloon/China: Bei einer Kollision eines Ausflugsschiffes mit einer Fähre werden 36 Menschen getötet.[7]
- Luxemburg/Luxemburg: Der Anwalt des deutschen Fußballspielers Michael Ballack verkündet dessen Karriereende.[8]

### Mittwoch, 3. Oktober 2012
- Akçakale/Türkei: Bei einem Selbstmordanschlag einer syrischen Terroristin werden fünf Menschen getötet.[9]
- München/Deutschland: Feier zum Tag der Deutschen Einheit mit Bundespräsident Joachim Gauck, Bundeskanzlerin Angela Merkel und Bundestagspräsident Norbert Lammert.[10]

### Donnerstag, 4. Oktober 2012

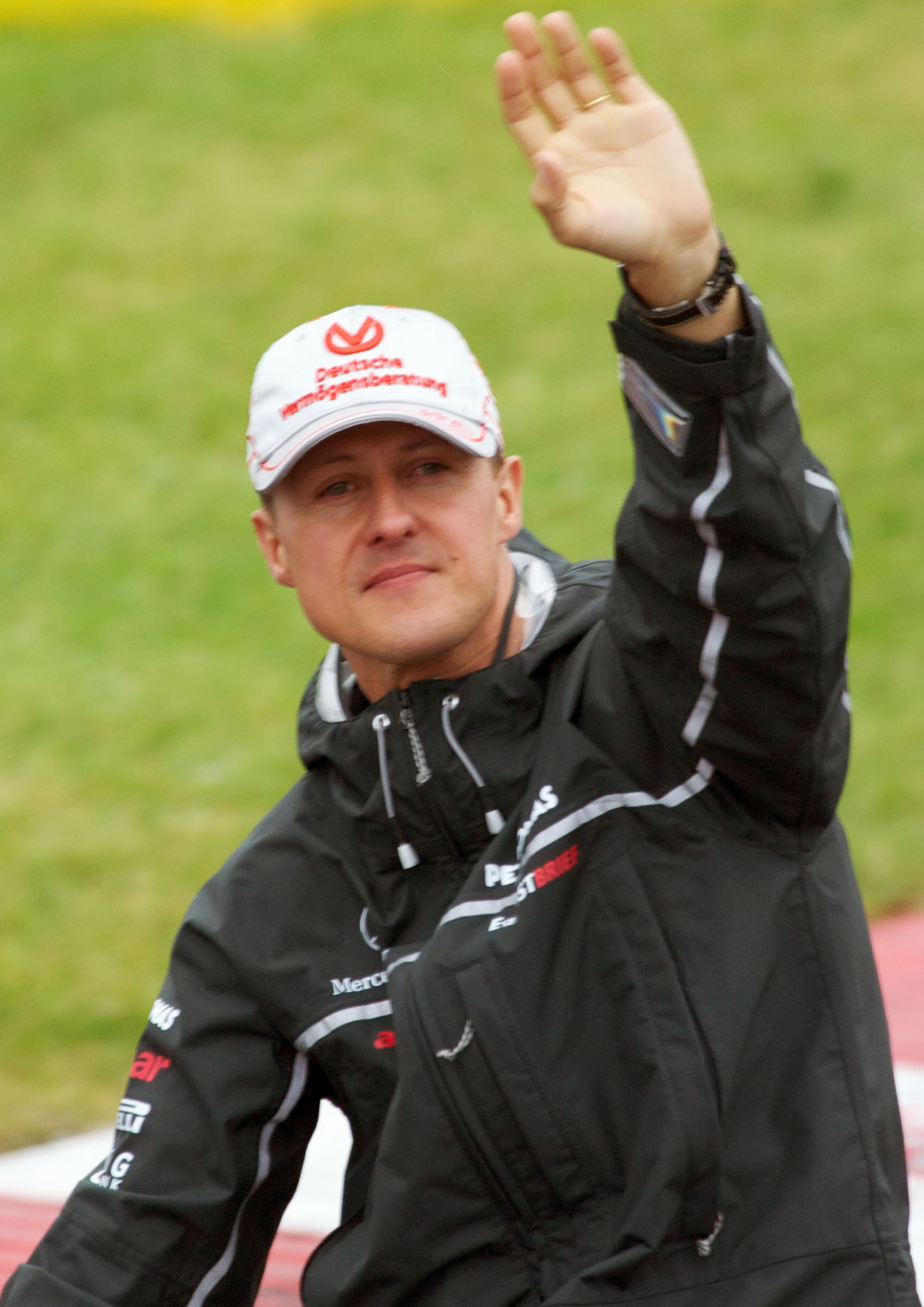
Michael Schumacher

- Baoshan/China: Durch einen Erdrutsch in Yunnan werden neun Menschen getötet und zehn weitere verletzt.[11]
- Kerpen/Deutschland: Michael Schumacher kündigt sein Karriereende zum Ende der laufenden Formel-1-Saison an.[12]

### Freitag, 5. Oktober 2012
- Kissimmee / Vereinigte Staaten: Der Puerto Ricaner Orlando Cruz outet als erster Profi-Boxer seine Homosexualität.[13]
- Yangon/Myanmar: Die osttimoresische Fußballnationalmannschaft siegt 5:1 gegen Kambodscha und gewinnt damit erstmals ein Länderspiel.[14]

### Samstag, 6. Oktober 2012
- Djerba/Tunesien: Bei schweren Unruhen auf der Ferieninsel werden 50 Personen verletzt.[15]
- Düsseldorf/Deutschland: Markus Lanz moderiert erstmals die von Frank Elstner 1981 miterfundene ZDF-Fernsehsendung Wetten, dass..?, sie ist die Samstagabendshow mit dem höchsten Marktanteil in Deutschland.[16]
- Kos/Griechenland: Bei einer Feuerwerksexplosion auf einem Touristenboot im Hafen der ägäischen Ferieninsel werden ein Mensch getötet und sieben weitere verletzt.[17]
- Rom/Italien: Der ehemalige Kammerdiener in der Vatikanstadt Paolo Gabriele wird in der Vatileaks-Affäre zu 18 Monaten Haft verurteilt.[18]

### Sonntag, 7. Oktober 2012

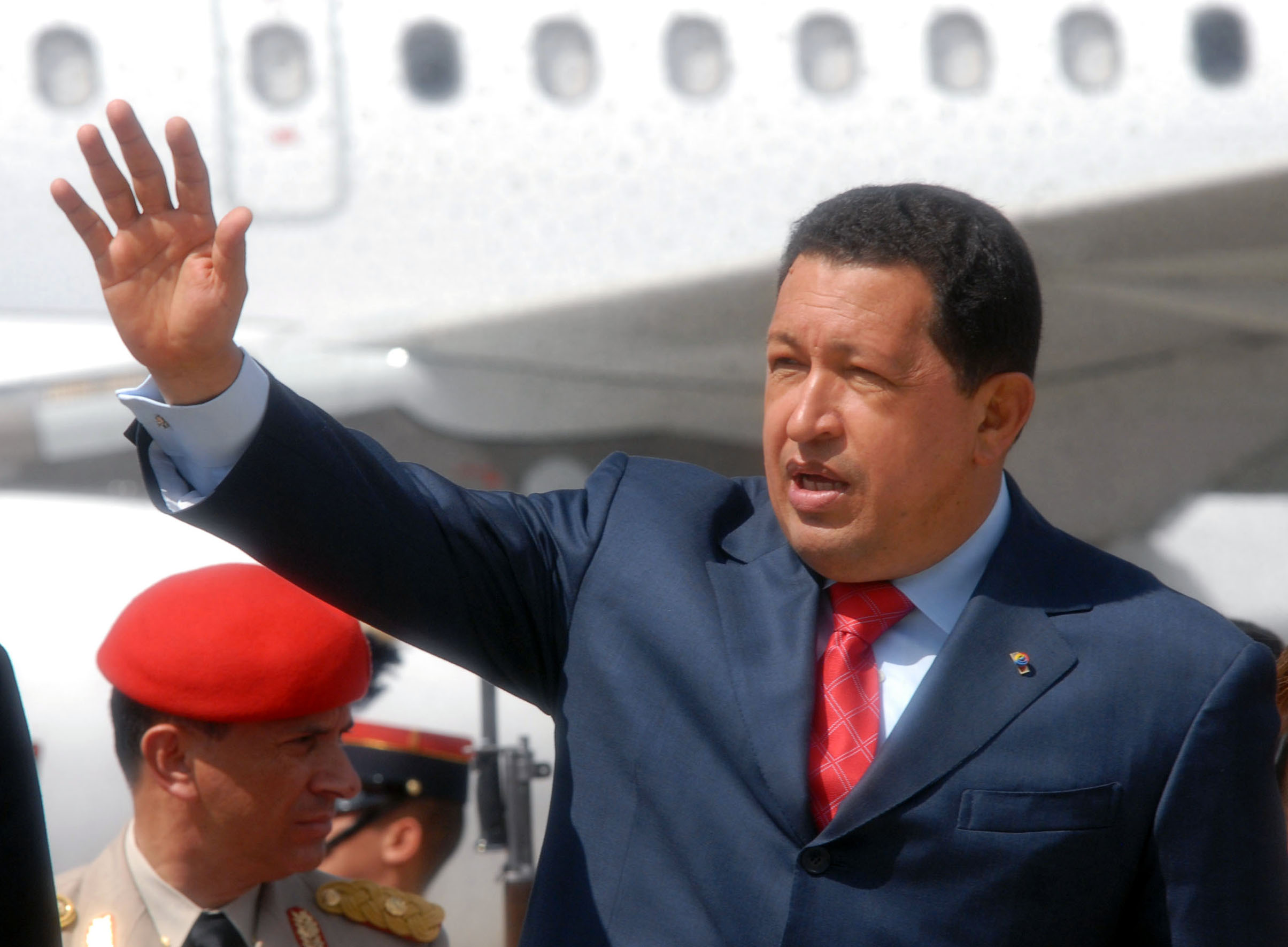
Hugo Chávez

- Abuja/Nigeria: Bei einer Militäroperation gegen die Boko-Haram-Sekte werden 30 Mitglieder getötet.[19]
- Caracas/Venezuela: Bei den Präsidentschaftswahlen in Venezuela wird Hugo Chávez erneut zum Staatspräsidenten gewählt.[20]
- Coahuila/Mexiko: Der Los Zetas Drogenboss Heriberto Lazcano Lazcano ist bei einer Schießerei mit der mexikanische Armee ums Leben gekommen.[21]
- Johannesburg/Südafrika: Die Johannesburger Staatsanwaltschaft ermittelt gegen Präsident Jacob Zuma wegen der Verschwendung und Veruntreuung von öffentlichen Mitteln.[22]
- Kuwait/Kuwait: Emir Scheich Sabah al-Ahmad al-Dschabir as-Sabah löst das Parlament auf.[23]
- Colombo/Sri Lanka: Die West Indies gewinnen die vierte World Twenty20, indem sie im Finale den Gastgeber Sri Lanka mit 36 Runs besiegen.

### Montag, 8. Oktober 2012

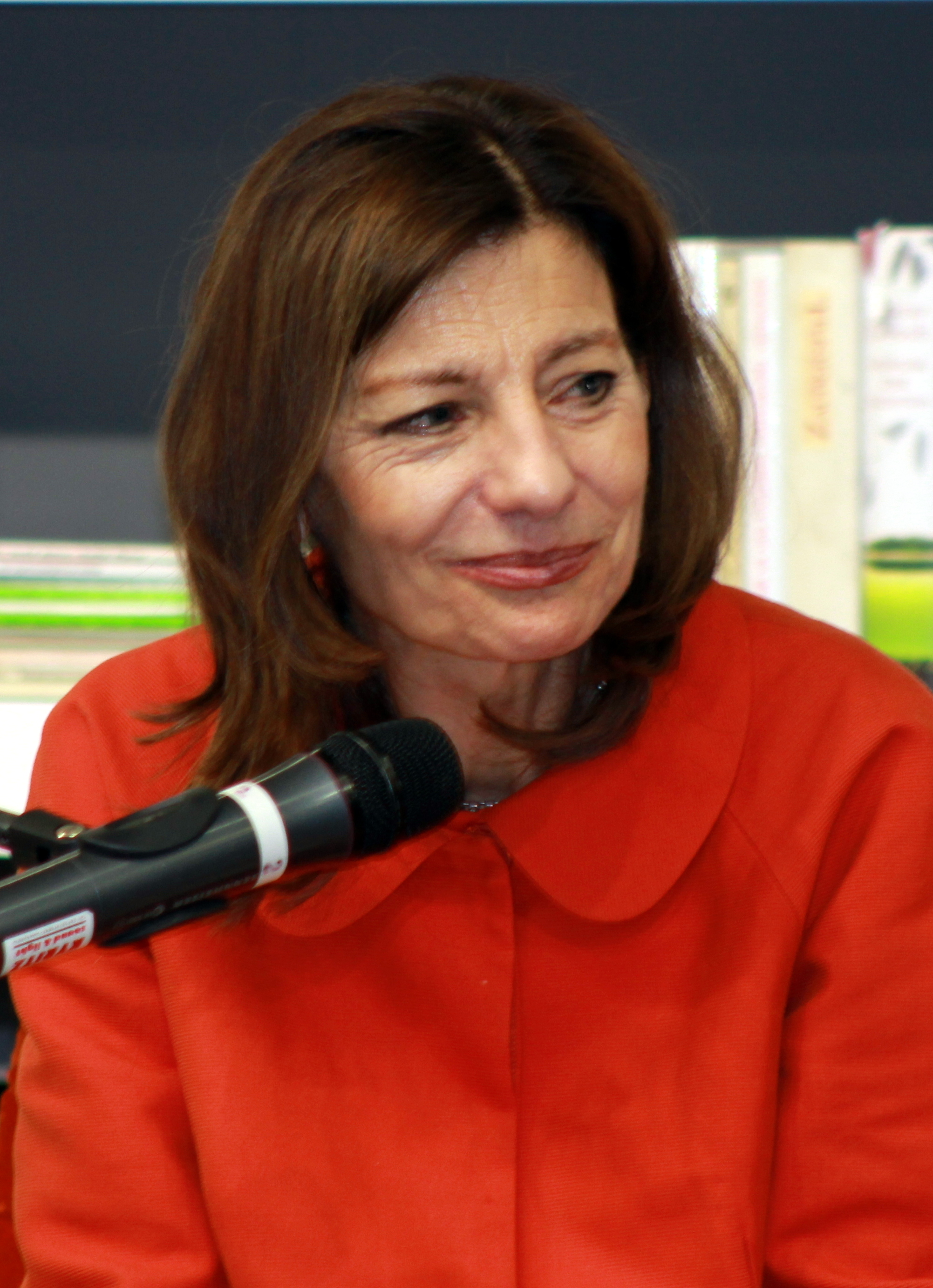
Ursula Krechel

- Al-Arisch/Ägypten: Bei einem Unfall der ägyptischen Streitkräfte werden auf der Sinai-Halbinsel 21 Soldaten getötet.[24]
- Colombo/Malediven: Ein Gericht erlässt einen Haftbefehl gegen Ex-Präsident Mohamed Nasheed wegen der unrechtmäßigen Inhaftierung eines Richters.[25]
- Frankfurt am Main / Deutschland: Ursula Krechel gewinnt für ihren Roman Landgericht den Deutschen Buchpreis.[26]
- Maiduguri/Nigeria: Die nigerianische Armee tötet 30 Zivilisten und steckt 50 Häuser in Brand.[27]
- Manado/Indonesien: Auf der Insel Sulawesi bricht der Vulkan Mount Lokon aus.[28]
- Sankt Petersburg/Russland: Gazprom, Wintershall und E.ON nehmen den zweiten Stream der Ostseepipeline Nord zwischen Russland und Deutschland in Betrieb.[29]
- Schwangau/Deutschland: Bei einem Kutschunfall unterhalb des Schlosses Neuschwanstein werden 8 Menschen verletzt.[30]
- Stockholm/Schweden: Der diesjährige Nobelpreis für Physiologie oder Medizin geht an den Briten John Gurdon und den Japaner Shin’ya Yamanaka.[31]

### Dienstag, 9. Oktober 2012
- Amritsar/Indien: Zöllner haben in einem Güterzug aus Pakistan, mit 101 kg den größten Heroinfund der Geschichte gemacht.[32]
- Faizabad/Afghanistan: Die Bundeswehr hat das Camp in Nordafghanistan verlassen und nach acht Jahren Präsenz an die Afghanen übergeben.[33]
- Stockholm/Schweden: Der diesjährige Nobelpreis für Physik geht an den Franzosen Serge Haroche und den US-Amerikaner David Wineland.[34]
- Swat/Pakistan: Bei einem Attentat wird die Bloggerin und Kinderrechtsaktivistin Malala Yousafzai schwer verletzt.[35]

### Mittwoch, 10. Oktober 2012
- Leiden/Niederlande und London / Vereinigtes Königreich: EADS und BAE Systems geben das Scheitern einer geplanten Fusion zum bis dahin weltgrößten Rüstungskonzern bekannt.[36]
- Moskau/Russland: Ein Berufungsgericht hat die Haft von Jekaterina Stanislawowna Samuzewitsch aufgehoben und in Bewährungsstrafe umgewandelt. Die beiden anderen Pussy Riot Sängerinnen bleiben jedoch in Haft.[37]
- Stockholm/Schweden: Die beiden US-Amerikaner Robert Lefkowitz und Brian Kobilka werden in diesem Jahr den Nobelpreis für Chemie erhalten.[38]

### Donnerstag, 11. Oktober 2012

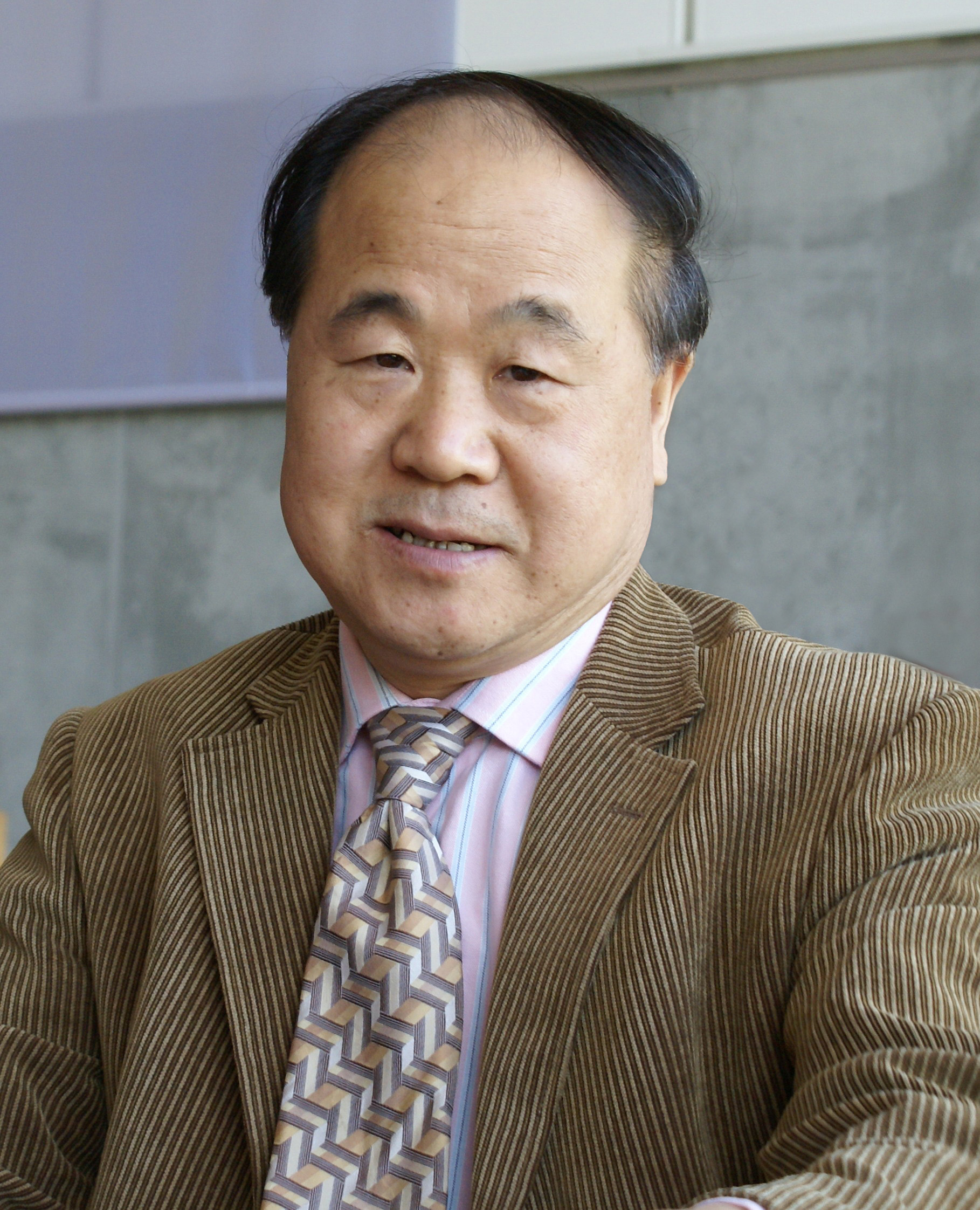
Mo Yan (2008)

- Reggio Calabria/Italien: Nach 22 Jahren Flucht wird der meistgesuchte Mafia-Boss und ’Ndrangheta-Anführer Domenico Condello festgenommen.[39]
- Stockholm/Schweden: Mo Yan wird der Literaturnobelpreis zugesprochen.[40]
- Zürich/Schweiz: Die Genossenschaft Migros Zürich gibt ihre Absicht zur Übernahme der deutschen Einzelhandelskette tegut… zum Januar 2013 bekannt.[41]

### Freitag, 12. Oktober 2012
- Berlin/Deutschland: Der Naturschutzbund Deutschland kürt die Bekassine zum Vogel des Jahres.[42]
- Dobo/Indonesien: Ein Erdbeben der Stärke 6,7 erschüttert die Aru-Inselkette.[43]
- Frankfurt am Main/Deutschland: Das australische Kriegsdrama Lore von Cate Shortland und der Demenz-Dokumentarfilm Vergiss mein nicht von David Sieveking werden mit dem Hessischen Filmpreis ausgezeichnet.[44]
- Kairo/Ägypten: Bei einer Demonstration auf dem Tahrir-Platz werden 200 Menschen durch Schlägereien verletzt.[45]
- Niamey/Niger: Durch Überschwemmungen werden 91 Personen getötet und schwere Zerstörungen verursacht.[46]
- Oslo/Norwegen: Der Europäischen Union wird der Friedensnobelpreis zuerkannt.[47]
- Toulouse/Frankreich: Sylvio Ferrera bekommt mit 96 Lebensjahren sein Ingenieursdiplom an der Hochschule ENSEEIHT.[48]

### Samstag, 13. Oktober 2012
- Bilthoven/Niederlande: Durch mit Salmonellen verseuchten Lachs sind zwei Menschen gestorben und 550 weitere erkrankt.[49]
- Caracas/Venezuela: Präsident Hugo Chávez veröffentlicht sechs Kabinettsumbesetzungen über den Onlinedienst Twitter.[50]
- Denver/Colorado: Bei einem Anschlag auf ein Wahlkampfbüro von Präsident Barack Obama gehen mehrere Scheiben zu Bruch und verletzen durch umherfliegende Glassplitter zwei Menschen leicht.[51]
- Kapstadt/Südafrika: Bei einem Unfall eines Ausflugsschiffes vor der Küste von Hout Bay werden vier Menschen getötet, 37 können gerettet werden.[52]
- London/England: Das Werk Abstraktes Bild von Gerhard Richter erzielt im Auktionshaus Sotheby’s den Rekordpreis von 21,3 Millionen Pfund.[53]
- New York City / Vereinigte Staaten: Der Sicherheitsrat der UNO befürwortet einen UNO-Einsatz in Mali.[54]
- Nouakchott/Mauretanien: Präsident Mohamed Ould Abdel Aziz wird versehentlich angeschossen und leicht verletzt.[55]

### Sonntag, 14. Oktober 2012

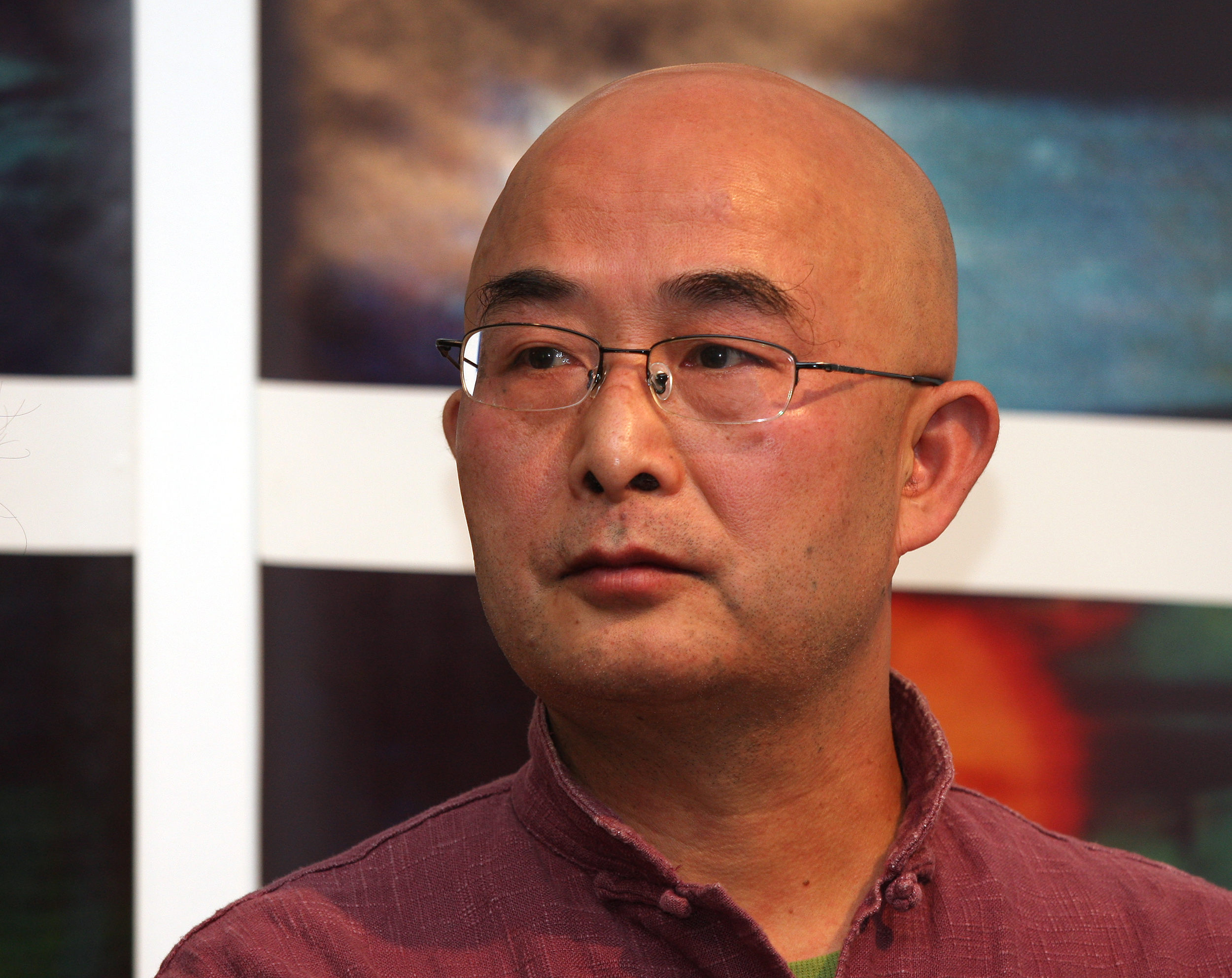
Liao Yiwu

- Antalya/Türkei: Bei einem Brand in einer Boeing 737-800 der Corendon Airlines erleiden 25 Personen Rauchvergiftungen.[56]
- Brüssel/Belgien: Gemeinderats- und Provinzratswahlen
- Damanhour/Ägypten: Bei einem Fährunglück auf dem Nil in der Provinz Beheira werden 14 Menschen getötet.[57]
- Dogo Dawa/Nigeria: Bei einer Schießerei vor einer Moschee im Bundesstaat Kaduna werden 20 Muslime getötet.[58]
- Frankfurt am Main/Deutschland: Der regierungskritische chinesische Schriftsteller Liao Yiwu wird in der Frankfurter Paulskirche mit dem Friedenspreis des Deutschen Buchhandels geehrt.[59][60]
- Kailua-Kona/USA: Der Australier Pete Jacobs gewinnt den Ironman Hawaii.[61]
- Tripolis/Libyen: Der unabhängige Abgeordnete Ali Seidan wird vom Parlament zum Regierungschef ernannt.[62]
- Vilnius/Litauen: Die Parlamentswahl in Litauen gewinnen die bisherigen oppositionellen Sozialdemokraten.[63]
- Podgorica/Montenegro: Parlamentswahl
- Roswell/USA: Red Bull Stratos startet mit Felix Baumgartner, der dann aus 39 km Höhe aus seiner Kapsel springt und drei Weltrekorde aufstellt.[64]

### Montag, 15. Oktober 2012
- Athen/Griechenland: Bei einer Schießerei in einem Sozialgericht werden zwei Menschen verletzt und eine Person getötet.[65]
- Bonn/Deutschland: Der Mathematiker Peter Scholze ist mit 24 Jahren der jüngste berufene deutsche Professor.[66]
- Erzurum/Türkei: Die TSK zwingt eine armenische Frachtmaschine für Humanitäre Hilfe zur Landung und überprüft sie auf Waffen.[67]
- Los Angeles / Vereinigte Staaten: Die Raumfähre Endeavour wird im California Science Center im Exposition Park im University Park, Los Angeles ausgestellt und endgelagert.[68]
- Rio de Janeiro/Brasilien: Polizei und Militär besetzen vier Favelas, um sie sicherer für die Fußball-Weltmeisterschaft 2014 und die Olympischen Sommerspiele 2016 zu machen.[69]
- Stockholm/Schweden: Den US-Amerikanern Alvin E. Roth und Lloyd S. Shapley wird der diesjährige Wirtschaftsnobelpreis zuerkannt.[70]
- Yogbo/Nigeria: Bei einem Angriff von Hausa-Fulani-Hirten auf die christliche Volksgruppe der Tiv werden 30 Menschen getötet.[71]

### Dienstag, 16. Oktober 2012

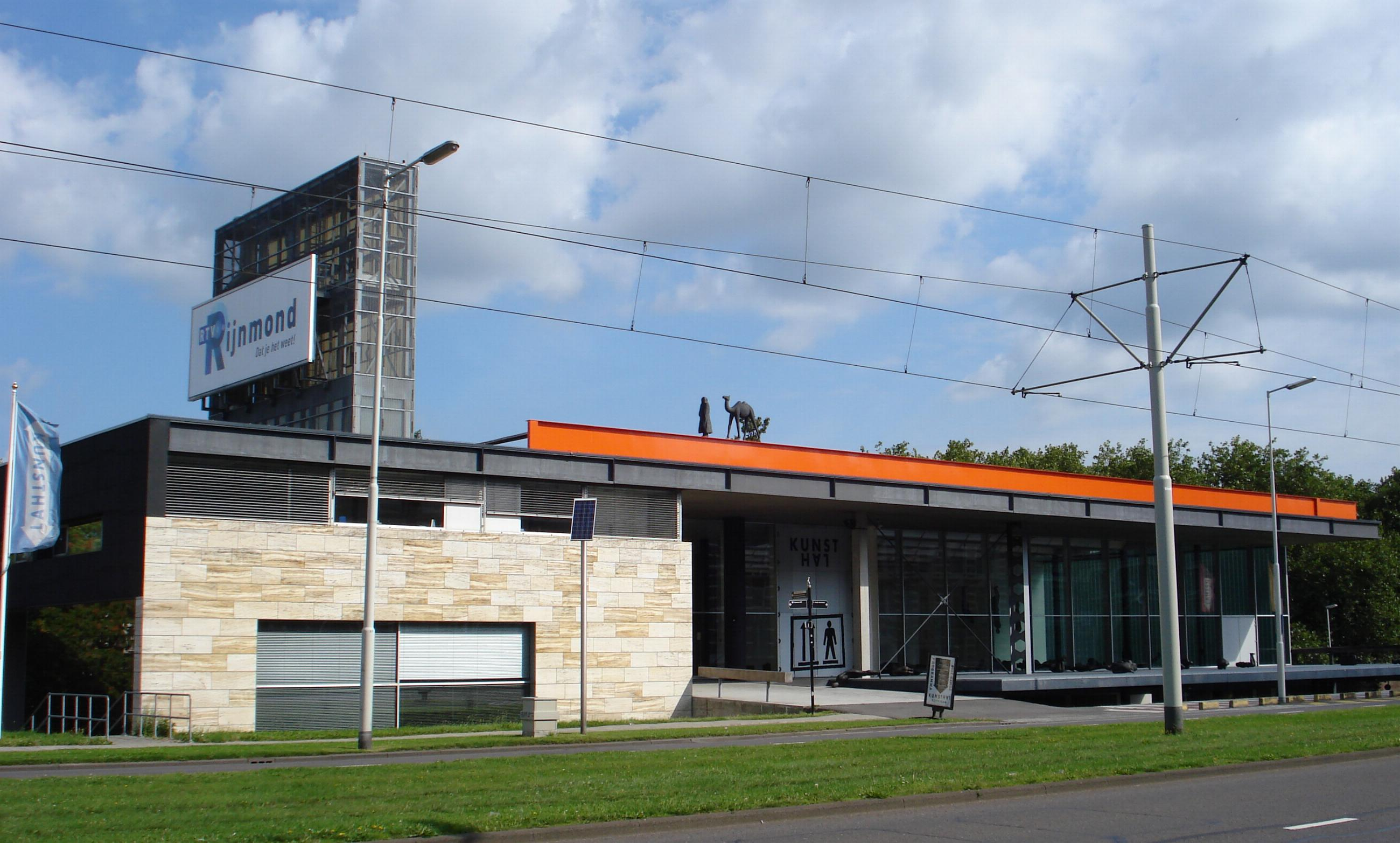
Kunsthal Rotterdam (2008)

- Brüssel/Belgien: Nach Ermittlungen des Europäischen Amtes für Betrugsbekämpfung tritt John Dalli, der Europäische Kommissar für Gesundheit und Verbraucherschutz, von seinen Ämtern zurück.[72]
- Jerusalem/Israel: Benjamin Netanjahu löst das Parlament auf und setzt für den 22. Januar 2013 Neuwahlen an.[73]
- New York / Vereinigte Staaten: Vikram Pandit tritt als CEO des Finanzdienstleisters Citigroup zurück.[74]
- Rotterdam/Niederlande: Bei einem Kunstraub in der Kunsthal Rotterdam werden u. a. Bilder von den Malern Matisse, Gauguin, Monet und Picasso entwendet.[75]
- Wladiwostok/Russland: APEC/Russland-Gipfeltreffen

### Mittwoch, 17. Oktober 2012
- El Porvenir/Peru: Nach einem Erdrutsch werden 17 Menschen verschüttet, darunter vier Kinder.[76]
- Nuthetal/Deutschland: Bei einem Busunfall auf der Autobahn 115 zwischen Berlin und Potsdam werden 10 Menschen verletzt, darunter zwei schwer.[77]
- Weltall: Die Entdeckung des Exoplaneten Alpha Centauri Bb wird der Öffentlichkeit bekannt gegeben.[78]

### Donnerstag, 18. Oktober 2012
- Bani Walid/Libyen: Bei Kämpfen werden elf Menschen getötet und 75 weitere verletzt.[79]
- Casselberry / Vereinigte Staaten: Bei einem Amoklauf in einem Friseursalon in Florida werden vier Menschen getötet und eine weitere Person verletzt.[80]
- Ghunday Kalay/Afghanistan: Talibanführer und Schatten-Gouverneur der Provinz Kundus Mullah Abdul Rahman wurde von der Kommando Spezialkräfte festgenommen.[81]
- New York / Vereinigte Staaten: Die The Newsweek Daily Beast Company gibt bekannt, die Printausgabe des von ihr geführten Nachrichtenmagazins Newsweek zum Ende des Jahres einzustellen.[82]

### Freitag, 19. Oktober 2012
- Beirut/Libanon: Bei einem Anschlag auf ein mehrheitlich christliches Stadtviertel werden sechs Menschen getötet und 78 verletzt.[83]
- Cardiff/Wales: Bei einer Amokfahrt durch die Innenstadt der walisischen Metropole wird eine Person getötet und zwölf Menschen verletzt.[84]
- Dehdez/Iran: Bei einem Schulbusunfall zwischen Izeh und Lordegan sterben 21 Schüler, 23 weitere werden verletzt.[85]
- Glasgow/Schottland: Bei einem Brand in einer Boeing 737 der britischen Billigairline Jet2 auf dem Flughafen Glasgow werden 17 Passagiere verletzt.[86]
- Karaköse/Türkei: Durch einen ferngezündeten Sprengsatz der verbotenen Kurdischen Arbeiterpartei PKK auf eine Erdgasleitung in der Provinz Ağrı werden 28 Soldaten verletzt.[87]
- Shuqra/Jemen: Durch eine Autobombe vor der Kaserne der 115. Brigade in Abyan kommen neun Soldaten ums Leben.[88]

### Samstag, 20. Oktober 2012

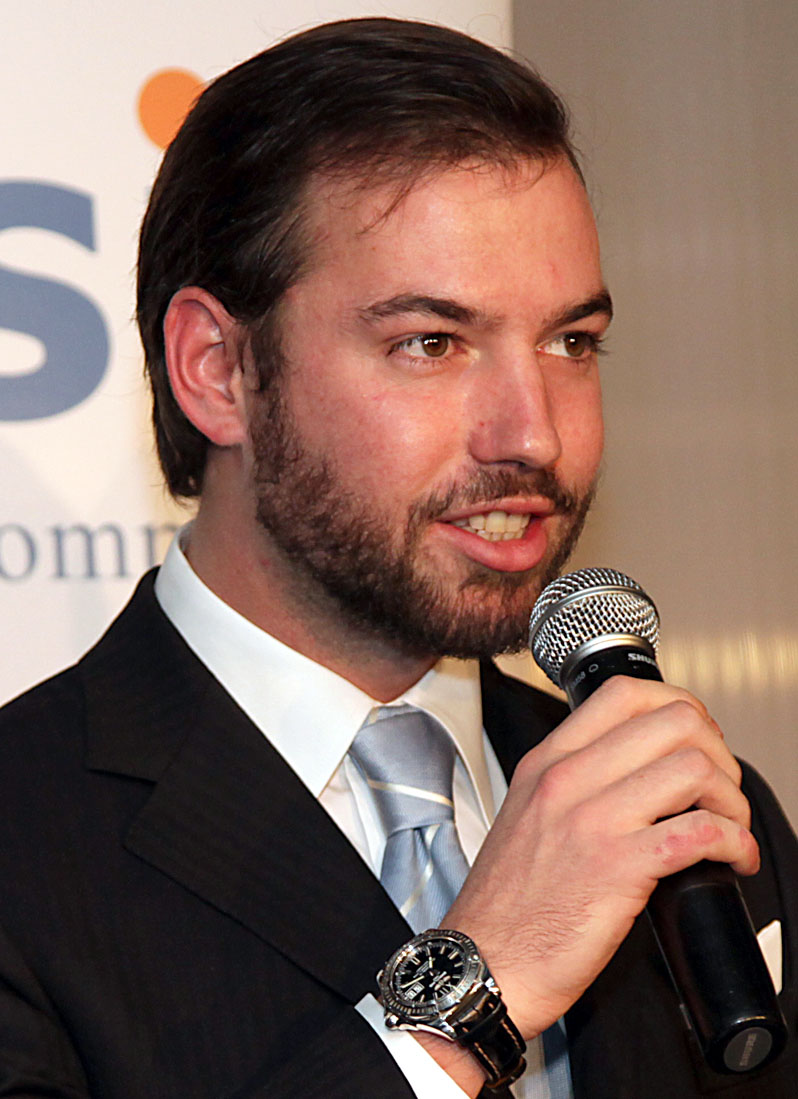
Guillaume von Luxemburg

- Bani Walid/Libyen: Bei einem Gefecht zwischen Milizionären werden der Brigadekommandeur der Regimetruppen Chamis Ghadhafi und fünf weitere Soldaten getötet.[89]
- Berlin/Deutschland: Am Flughafen Tegel werden 53 Menschen durch giftige Dämpfe leicht verletzt.[90]
- Kassel/Deutschland: Peter Härtling gewinnt im Rahmen des Kulturpreises Deutsche Sprache den hochdotierten Jacob-Grimm-Preis Deutsche Sprache.[91]
- Lourdes/Frankreich: 450 Pilger müssen nach Übertreten des Flusses Gave de Pau aus der Grotte von Massabielle evakuiert werden.[92]
- Luxemburg/Luxemburg: Kirchliche Hochzeitszeremonie des Herzogs von Nassau Guillaume von Luxemburg und der Gräfin Stéphanie de Lannoy.[93]
- Reykjavík/Island: In Island erfolgt ein Verfassungsreferendum. Besonders umstritten ist die Abschaffung der Staatskirche, die Reform des Wahlrechts zu Lasten der Parteivorstände und der bislang bevorzugten Wahlbezirke im ländlichen Raum, die Beschneidung der Vetorechte des Präsidenten, die Überführung der Energiequellen in unveräußerliches Volkseigentum und die Neuordnung des Quotensystems in der Fischerei.[94]

### Sonntag, 21. Oktober 2012

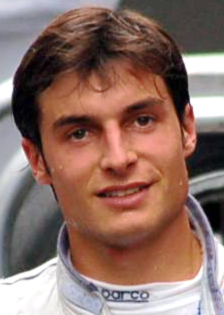
Bruno Spengler (2009)

- Brookfield / Vereinigte Staaten: Bei einem Amoklauf im Azana Spa Wellness-Zentrum in Wisconsin, werden drei Menschen getötet und vier weitere verletzt.[95]
- Dębno/Polen: Der ehemalige Lehrer und älteste Überlebende des Konzentrationslagers Auschwitz Antoni Dobrowolski verstarb im Alter von 108 Jahren.[96]
- Hockenheim/Deutschland: Der kanadische Rennfahrer Bruno Spengler (BMW) gewinnt im letzten Rennen auf dem Hockenheimring erstmals den DTM-Titel.[97]
- Rom/Vatikanstadt: Papst Benedikt XVI. spricht im Rahmen einer feierlichen Zeremonie auf dem Petersplatz unter anderem die Deutsche Anna Schäffer, die deutschstämmige Nonne Marianne Cope sowie die Nordamerikanerin Kateri Tekakwitha heilig.[98]
- Şemdinli/Türkei: Die türkische Armee tötet bei Gefechten mit der PKK in Hakkâri 15 kurdische Rebellen.[99]
- Stuttgart/Deutschland: Der Grünen-Politiker Fritz Kuhn wird zum Oberbürgermeister gewählt.[100]

### Montag, 22. Oktober 2012

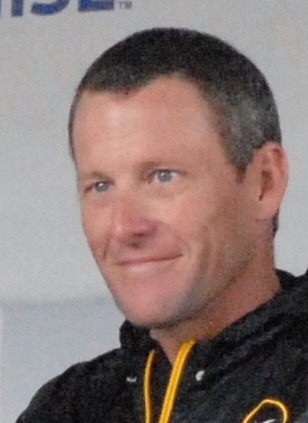
Lance Armstrong

- Aigle/Schweiz: Der Weltradsportverband UCI kennt dem des Dopings verdächtigten früheren Radrennsportler Lance Armstrong alle sieben Tour-de-France-Titel ab.[101]
- Itaperuna/Brasilien: Bei einem Busunfall von Rio nach Teresópolis in der Bergregion von Rio de Janeiro werden elf Menschen getötet und acht verletzt.[102]
- Randburg/Südafrika: Bei einer Explosion in einem Gefangenentransport sind fünf Häftlinge getötet und 19 weitere verletzt worden.[103]
- Turku/Finnland: Sicherheitskräfte verhindern einen Anschlag auf Ministerpräsident Jyrki Katainen. Der mit einem Messer bewaffnete Täter wird verhaftet.[104]
- London / Vereinigtes Königreich: Mit der Premiere von James Bond 007: Skyfall feiert die James-Bond-Franchise den 50. Geburtstag und ist somit die längste andauernde Filmfranchise.[105]

### Dienstag, 23. Oktober 2012
- Passau/Deutschland: Die russische Opernsängerin Anna Netrebko wird mit dem „Menschen in Europa Kunst Award“ ausgezeichnet.[106]
- Hojancha/Costa Rica: Ein Erdbeben mit der Stärke von 6,6 beschädigt mehrere Gebäude.[107]
- Tainan/Taiwan: Bei einem Brand im Krankenhaus Sinying sind zwölf Menschen getötet und 72 weitere verletzt worden.[108]

### Mittwoch, 24. Oktober 2012

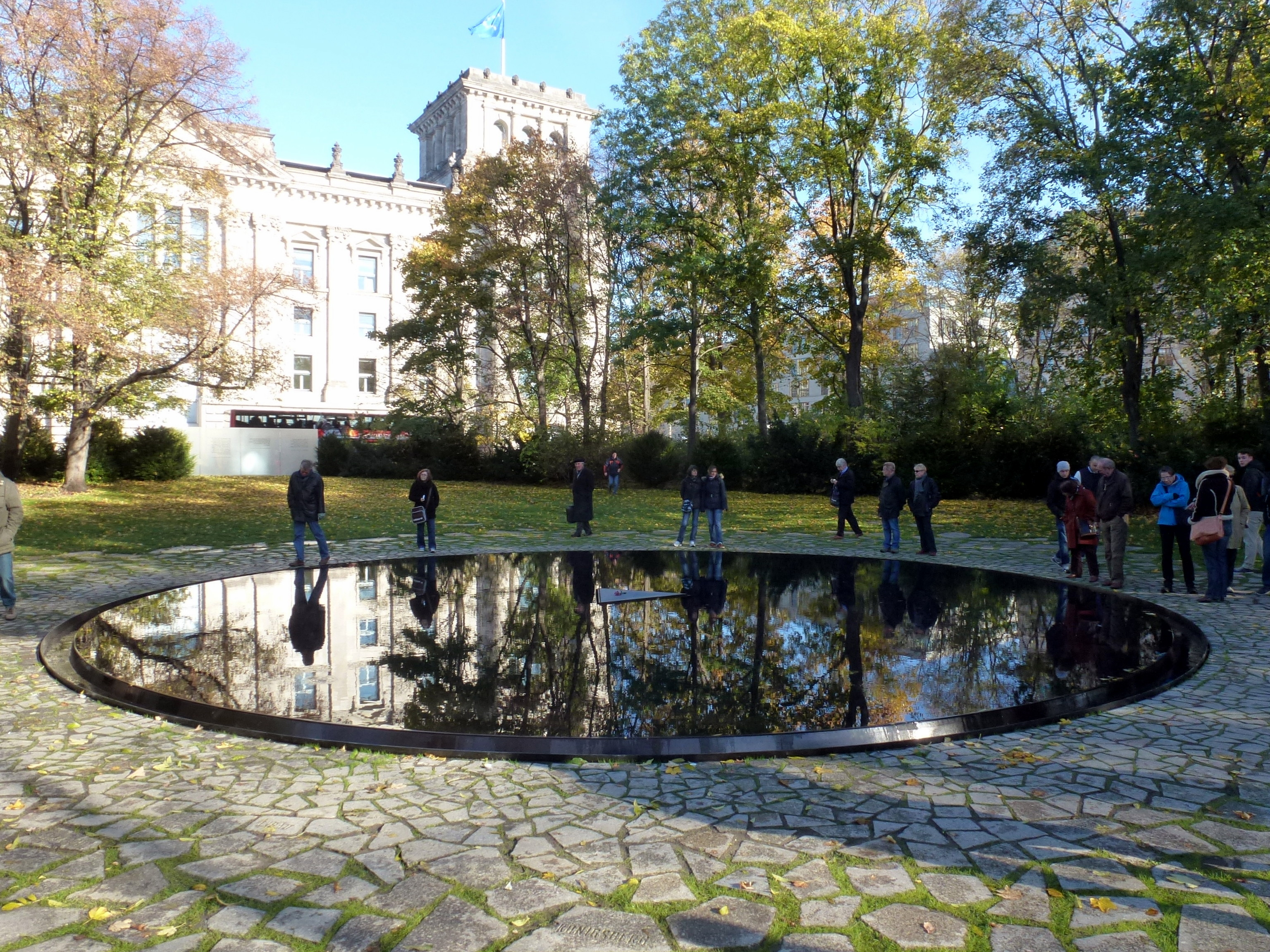
Denkmal für die im Nationalsozialismus ermordeten Sinti und Roma Europas

- Berlin/Deutschland: Im Beisein von Bundeskanzlern Angela Merkel und weiteren Regierungsvertretern wird das von Dani Karavan entworfene Denkmal für die im Nationalsozialismus ermordeten Sinti und Roma Europas eingeweiht.[109]
- Downey / Vereinigte Staaten: Bei einer Schießerei werden drei Menschen getötet und zwei weitere verletzt.[110]
- Tunis/Tunesien: Nach dem tödlichen Anschlag auf das US-Konsulat und dem Mord an J. Christopher Stevens im libyschen Bengasi wird ein mutmaßlicher Drahtzieher festgenommen.[111]

### Donnerstag, 25. Oktober 2012
- Berlin/Deutschland: Wegen vieler Spielsüchtigen wird das Glücksspiel an Automaten nur noch mit Spielerkarten erlaubt. Ein entsprechendes Gesetz wird vom Bundestag verabschiedet.[112]
- Cherbourg/Frankreich: Im Kernkraftwerk Flamanville tritt während der Wiederinbetriebnahme eines Reaktors radioaktiver Dampf aus dem Hauptkühlmittelkreislauf aus.[113]
- Kathmandu/Nepal: Im Himalaya sterben drei ausländische Bergsteiger beim Aufstieg zum Gipfel des Dhaulagiri und Ghara im Distrikt Surkhang.[114]
- Manila/Philippinen: Durch den Tropensturm „Son-Tinh“ werden 24 Menschen getötet.[115]
- Maymana/Afghanistan: In der Provinz Faryab werden bei einem Gefecht mit Sicherheitskräften der hochrangige Taliban-Kommandeur Mullah Jaar Mohammed und 24 seiner Söldner getötet.[116]
- Miami / Vereinigte Staaten: Durch den Tropensturm Sandy sterben auf Haiti, Kuba und Jamaika 21 Menschen.[117]
- Mormanno/Italien: Bei einem Erdbeben der Stärke 5,3 in den Regionen Kalabrien und Basilikata stirbt ein Mensch.[118]
- München/Deutschland: Im Zuge einer Affäre um angeblich versuchte Einflussnahme auf die Medienberichterstattung der ZDF-heute-Redaktion tritt Hans Michael Strepp, Pressesprecher und Leiter der Pressestelle in der Landesleitung der CSU zurück.[119]

### Freitag, 26. Oktober 2012

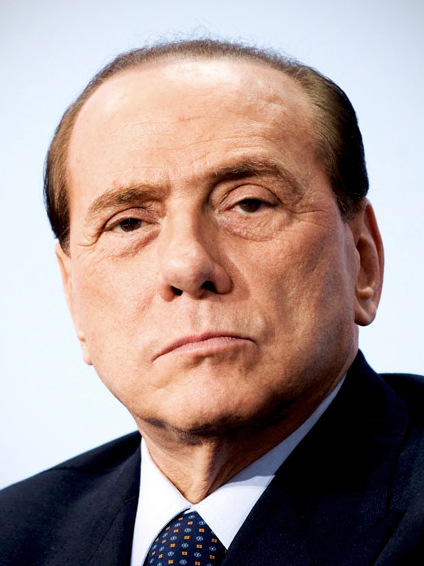
Silvio Berlusconi

- Aigle/Schweiz: Nach der Aberkennung der sieben Tour-de-France-Siege Lance Armstrongs entscheidet der Weltradsportverband UCI, die Titel nicht neu zu vergeben.[120]
- Brasília/Brasilien: Durch einen Blackout beim Operador Nacional do Sistema Elétrico (ONS) sind neun Bundesstaaten und damit ca. 53 Millionen Menschen zeitweise ohne Strom.[121]
- Bratislava/Slowakei: Bei einem Zusammenprall zweier Železnice Slovenskej republiky Regionalzüge in der Hauptstadt werden 20 Menschen verletzt, davon zwei schwer.[122]
- Damaskus/Syrien: Beginn der Waffenruhe angesichts des islamischen Opferfestes zwischen der syrischen Armee und den Rebellen.[123]
- Hamburg/Deutschland: Matthias Schrade und Julia Schramm treten von ihren Ämtern der Piratenpartei Deutschland zurück.[124]
- Mailand/Italien: Der frühere Regierungschef Silvio Berlusconi wird wegen Steuerbetruges in erster Instanz zu vier Jahren Haft verurteilt. Durch eine Amnestie-Regelung wird das Urteil auf eine einjährige Haftstrafe reduziert.[125]
- Straßburg/Frankreich: Der Anwältin Nasrin Sotudeh und dem Filmregisseur Jafar Panahi aus dem Iran wird der Sacharow-Preis für geistige Freiheit des Europäischen Parlaments zugesprochen.[126]

### Samstag, 27. Oktober 2012

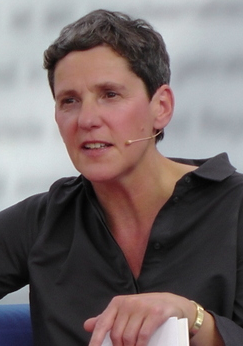
Felicitas Hoppe

- Bremerhaven/Deutschland: Das Forschungsschiff Polarstern bricht zu einer geplanten 18 Monate andauernden Südpol-Expedition auf.[127]
- Darmstadt/Deutschland: Der deutschen Schriftstellerin Felicitas Hoppe wird der Georg-Büchner-Preis verliehen.[128]
- Sölden/Österreich: Beginn des Alpinen Skiweltcups 2012/2013
- Köln/Deutschland: Die neugegründete Akademie der Künste der Welt wird mit einem Tages-Festival zum Thema Beschneidung (Cutting Edge) offiziell eröffnet.
- Rakhaing-Staat/Myanmar: Bei Ausschreitungen zwischen Buddhisten und Moslems sterben mehr als 60 Menschen.[129]

### Sonntag, 28. Oktober 2012
- Helsinki/Finnland: Kommunalwahl
- Kaduna/Nigeria: Bei einem Bombenanschlag während der Sonntagsmesse auf eine Separatisten-Kirche hat es drei Todesopfer gegeben.[130]
- Kiew/Ukraine: Parlamentswahlen
- Mâcon/Frankreich: Die Anführerin der baskischen Terror-Organisation Euskadi Ta Askatasuna Izaskun Lesaca Argüelles wurde zusammen mit dem Terroristen Joseba Iturbe Ochoteca in einem Hotel festgenommen.[131]
- Miami / Vereinigte Staaten: Der Hurrikan Sandy legt große Teile New Yorks und die Hauptstadt  Washington, D.C. lahm.[132]

### Montag, 29. Oktober 2012
- Hanoi/Vietnam: Durch den Tropensturm „Son-Tinh“ werden 2 Menschen getötet und mehrere Gebäude zerstört.[133]
- Elizabeth City / Vereinigte Staaten: Das durch den Hurrikan Sandy stark beschädigte Filmschiff Bounty ist im Atlantischen Ozean gesunken.[134]
- London / Vereinigtes Königreich: Der britische Verlag Penguin Books wird vom Verlag Random House, der zum deutschen Unternehmen Bertelsmann gehört, übernommen.[135]
- New York / Vereinigte Staaten: Der Hurrikan Sandy legt die Ostküste der Vereinigten Staaten mit Überflutungen und Stromausfällen lahm.[136]
- Şırnak/Türkei: Bei Gefechten zwischen der Armee und der Kurdischen Arbeiterpartei PKK in der Provinz Uzungeçit sind acht Menschen getötet wurden.[137]
- Cauca/Kolumbien: Bei Auseinandersetzungen zwischen Polizisten und Rebellen auf der Panamericana zwischen Puerto Tejada und Villa Rica sind sechs Menschen getötet wurden.[138]

### Dienstag, 30. Oktober 2012
- Moonachie / Vereinigte Staaten: Der Hurrikan Sandy hat im Norden des Bundesstaates New Jersey einen Dammbruch am Oradell Reservoir Dam ausgelöst.[139]
- Prince Rupert/Kanada: Die Pazifik-Küste in der Provinz British Columbia ist von einem schweren Erdbeben der Stärke 6,3 erschüttert worden.[140]
- Tripolis/Libyen: Aufgebrachte Demonstranten haben das Gebäude des Nationalkongresses gestürmt und die Kabinettsbildung gestoppt.[141]

### Mittwoch, 31. Oktober 2012
- Chennai/Indien: Der Tropensturm NILAM hat durch eine Flutwelle von 1,50 m Höhe mehrere Gebäude beschädigt.[142]
- Kurunegala/Sri Lanka: Der Zyklon NILAM hat bei seinem Zug durch Ceylon zwei Leben gekostet.[143]
- Los Angeles / Vereinigte Staaten: Bei einer Schießerei auf einer Halloween-Party an der University of Southern California sind vier Studenten verletzt wurden.[144]
- Lübeck/Deutschland: Der Zoll hat in vier Bundesländern, einen auf der Iberischen Halbinsel agierenden internationalen Drogenring zerschlagen.[145]
- Madrid/Spanien: Bei einer Massenpanik in der Madrid Arena im Casa de Campo sterben drei Frauen.[146]